# Американская гуманистическая ассоциация

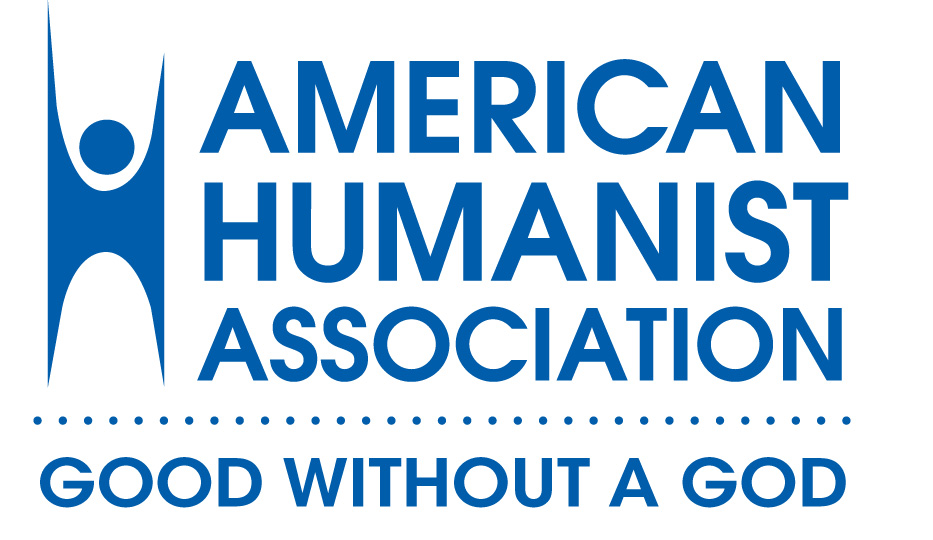
Логотип AHA

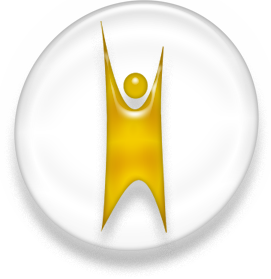
«Счастливый человек». Официальный символ АГА и многих других гуманистических организаций

Американская гуманистическая ассоциация, АГА (англ. American Humanist Association, AHA) — некоммерческая общественная образовательная организация в США, занимающаяся развитием и продвижением идей гуманизма. Одна из старейших гуманистических организаций, участники которой представляют различные направления современной гуманистической философии, прежде всего — светский и религиозный гуманизм.
Гуманизм как мировоззрение в понимании АГА соответствует определению, провозглашённому в уставе Международного гуманистического и этического союза, одним из учредителей которого она является (см. ниже).
АГА была учреждена как организация-правопреемник Ассоциации гуманистической прессы (Humanist Press Association), которая, в свою очередь, являлась правопреемником Гуманистического братства (Humanist Fellowship), учреждённого в 1928 году.
Юридический адрес: 1777 T St NW, Washington, DC 20009.
Штаб-квартира Ассоциации располагалась сперва в Йеллоу Спрингс (штат Огайо), затем в Сан-Франциско (штат Калифорния), и в 1978 году в Амхёрсте (штат Нью-Йорк). Впоследствии АГА переехала в Вашингтон (округ Колумбия).
Официальный символ АГА — «Счастливый человек» (Happy Human).

## Статус Ассоциации
АГА была учреждена в качестве образовательной организации в 1941 году, получив юридический статус в 1943 году. В конце 1960-х годов АГА также получила налоговый статус религиозной организации, юридически обеспечив священникам-гуманистам возможность отправлять религиозные обряды на свадьбах в качестве капелланов, а также пользоваться правами, которые закреплены за традиционным духовенством. В 1991 году, однако, АГА взяла под свою опеку «Гуманистическое общество» — религиозную гуманистическую организацию, созданную ещё в 1939 г., и передала ей все свои религиозные программы. 1 января 2003 года АГА окончательно отказалась от своего религиозного статуса, став исключительно образовательной организацией. Сегодня АГА является признанной в мире некоммерческой общественной организацией.

## Цели деятельности
Уставные цели деятельности Ассоциации заключаются в содействии распространению идей гуманизма в обществе и развитию гуманистической философии. Как член Международного гуманистического и этического союза (МГЭС), АГА полностью поддерживает Амстердамскую декларацию 2002.

## Определения философии гуманизма

### Определение МГЭС
Согласно пункту 5.1 устава МГЭС, любая организация может стать членом МГЭС, если она принимает следующее определение-минимум: 
Гуманизм — демократическая, этическая жизненная позиция, утверждающая, что человеческие существа имеют право и обязанность определять смысл и форму своей жизни. Гуманизм призывает к построению более гуманного общества посредством этики, основанной на человеческих и других естественных ценностях, в духе разума и свободного поиска, за счёт использования человеческих способностей. Гуманизм не теистичен и не принимает «сверхъестественное» видение реального мира. (англ.)

### Определение АГА
Согласно собственному определению Американской ассоциации гуманистов, 
Гуманизм — это прогрессивная жизненная позиция, которая без помощи веры в сверхъестественное утверждает нашу способность и обязанность вести этический образ жизни в целях самореализации и в стремлении принести большее благо человечеству. (англ.)

## Деятельность АГА
АГА была одной из первых организаций, инициировавших развитие многих фундаментальных концепций в области прав человека, равенства полов, гражданских свобод, образования, науки, альтернативных технологий, гуманистической психологии, контроля за ростом народонаселения. Именно в недрах Ассоциации зародились концепции, которые легли в основу так называемых «Гуманистических манифестов».
В настоящее время АГА располагает инициативными группами в более чем 30 штатах. АГА издаёт журнал «Гуманист» (The Humanist), выходящий 1 раз в два месяца, и философский журнал под названием «Очерки философии гуманизма» (Essays in the Philosophy of Humanism).
Ассоциация регулярно высказывается по фундаментальным вопросам, интересующим её членов, выступает с обращениями к СМИ и людям, оказывающим влияние на общественное мнение, информирует своих членов о текущих актуальных проблемах. АГА участвовала в создании и способствовала становлению ряда организаций, отстаивающих гуманистические идеалы, таких как NARAL Pro-Choice America, Религиозная коалиция репродуктивного выбора (Religious Coalition for Reproductive Choice), Комитет скептического поиска (Committee for Skeptical Inquiry) и др.

#### Дело АГА против Национального парка Мэриленда
В 2014—2019 годах АГА судилась с Национальным парком Мэриленда требуя сноса военного мемориала в Бладенсбурге, посвящённого павшим в годы Первой мировой войны, поскольку, по утверждению АГА, мемориал в виде креста является символом Христианства и нарушает принцип отделения церкви от государства. Суд принял сторону ответчика, признав правомерность нахождения мемориала на земле, принадлежащей штату, и содержания памятника за счёт бюджета.

#### Лишение Ричарда Докинза премии «Гуманист года»
В апреле 2021 года АГА объявила, что лишает ученого Ричарда Докинза награды «Гуманист года» 1996 года за «унизительное отношение к маргинализованным группам под видом научного дискурса». Подразумевались следующие высказывания Докинза в Твиттере:
|                                                              | Is trans woman a woman? Purely semantic. If you define by chromosomes, no. If by self-identification, yes. I call her "she" out of courtesy. |  | Транс-женщина – это женщина? Если определять по хромосомам, то нет. Если по самоидентификации, то да. Я называю её «она» из вежливости. |  |
| https://twitter.com/richarddawkins/status/658622852405534721 | |  | |  |

|                                                               | Some men choose to identify as women, and some women choose to identify as men. You will be vilified if you deny that they literally are what they identify as. Discuss. |  | Некоторые мужчины предпочитают идентифицировать себя как женщины, а некоторые женщины предпочитают идентифицировать себя как мужчины. Вас будут ругать, если вы скажете, что они являются тем, кем появились на свет. Обсудим? |  |
| https://twitter.com/RichardDawkins/status/1380812852055973888 | |  | |  |

## Гуманист года
(По версии АГА)
- 1953 — Антон Д. Карлсон[англ.]
- 1954 — Артур Ф. Бентли[англ.]
- 1955 — Джеймс П. Ворбасс[англ.]
- 1956 — К. Джадсон Херрик
- 1957 — Маргарет Сэнгер
- 1958 — Оскар Риддл[англ.]
- 1959 — Брок Чишолм[англ.]
- 1960 — Лео Силард
- 1961 — Линус Полинг
- 1962 — Джулиан Хаксли
- 1963 — Герман Д. Мёллер
- 1964 — Карл Роджерс
- 1965 — Гудсон Хоглэнд
- 1966 — Эрих Фромм
- 1967 — Абрахам Маслоу
- 1968 — Бенджамин Спок
- 1969 — Р. Бакминстер Фуллер
- 1970 — А. Филип Рэндольф
- 1971 — Альберт Эллис
- 1972 — Б. Ф. Скиннер
- 1973 — Томас Сас
- 1974 — Джозеф Флетчер
- 1974 — Мэри Колдероун[англ.]
- 1975 — Генри Моргенталер[англ.]
- 1975 — Бетти Фридан
- 1976 — Джонас Солк
- 1977 — Корлисс Ламонт
- 1978 — Маргарет Э. Кюн[англ.]
- 1979 — Эдвин Г. Уилсон
- 1980 — Андрей Сахаров
- 1981 — Карл Саган
- 1982 — Хелен Колдикот[англ.]
- 1983 — Лестер А. Киркендел
- 1984 — Айзек Азимов
- 1985 — Джон Кеннет Гэлбрайт
- 1986 — Фэй Уотлтон[англ.]
- 1987 — Маргарет Этвуд
- 1988 — Лео Пфеффер[англ.]
- 1989 — Джеральд А. Лару[англ.]
- 1990 — Тед Тернер
- 1991 — Лестер Р. Браун
- 1992 — Курт Воннегут
- 1993 — Ричард Д. Ламм[англ.]
- 1994 — Мэри Морейн[англ.]
- 1994 — Ллойд Морейн[англ.]
- 1995 — Эшли Монтэгю[англ.]
- 1996 — Ричард Докинз
- 1997 — Элис Уокер
- 1998 — Барбара Эренрейх
- 1999 — Эдвард О. Уилсон
- 2000 — Уильям Ф. Шульц[англ.]
- 2001 — Стивен Джей Гулд
- 2002 — Стивен Вайнберг
- 2003 — Шервин Вайн
- 2004 — Деннет, Дэниел
- 2005 — Гелл-Манн, Мюррей
- 2006 — Стивен Артур Пинкер
- 2007 — Джойс Кэрол Оутс
- 2008 — Пит Старк[англ.]
- 2009 — Пол Майерс
- 2010 — Билл Най
- 2011 — Ребекка Голдштейн
- 2012 — Глория Стайнем
- 2013 — Дэн Сэвидж[англ.]
- 2014 — Барни Фрэнк[англ.]
- 2015 — Лоуренс Краусс
- 2016 — Джаред Даймонд
- 2017 — Адам Сэвидж
- 2018 — Дженнифер Уэллетт
- 2019 — Рушди, Салман
- 2020 — Jared Huffman[англ.]
- 2021 — Фаучи, Энтони
- 2022 — Бриджес, Руби
- 2023 — Майкл Манн
- 2024 — Гудман, Эми
- 2025 - Jelani Cobb[англ.]